# Lochow (Adelsgeschlecht)

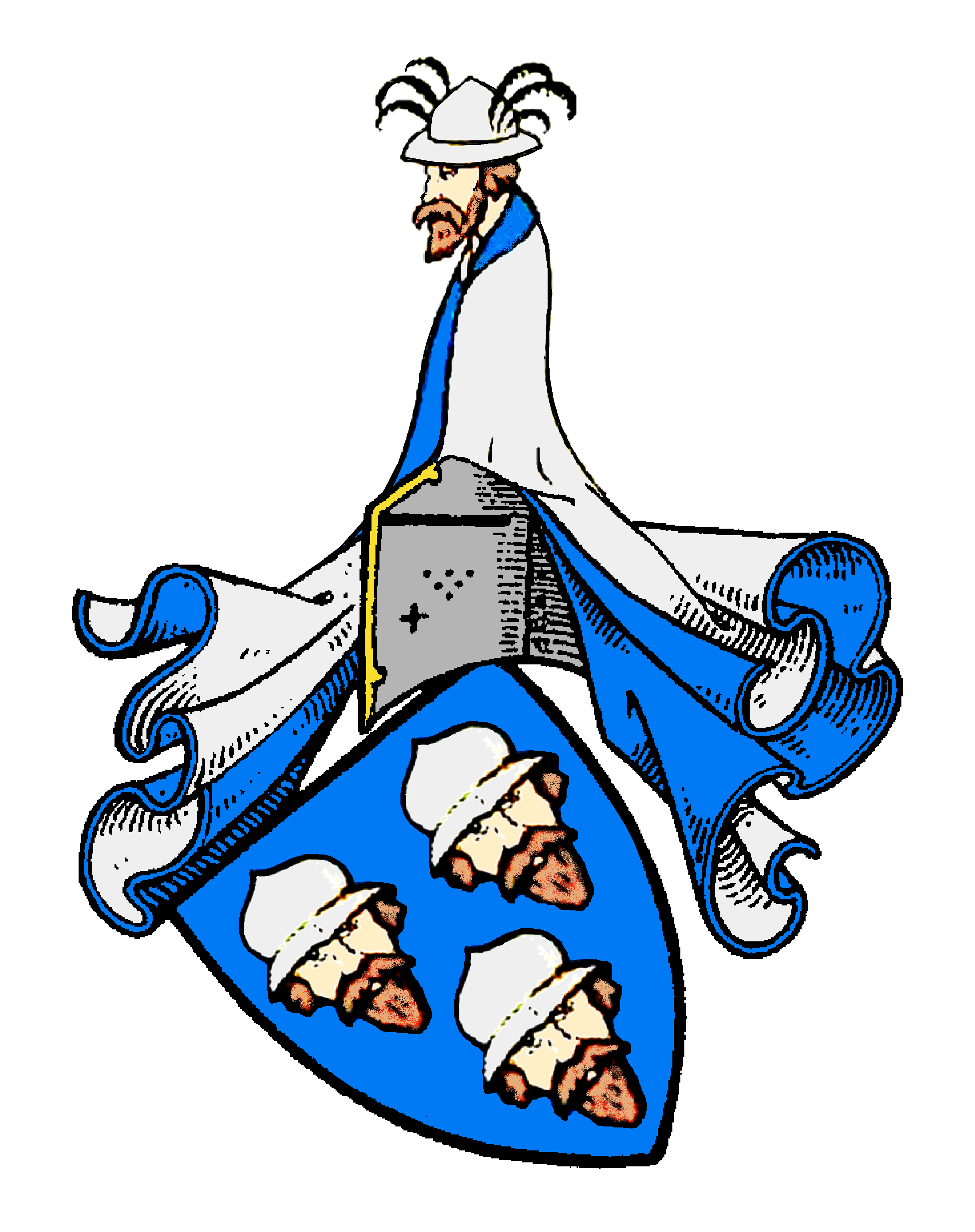
Wappen derer von Lochow

Lochow (auch Lochaw) ist der Name eines alten brandenburgischen Adelsgeschlechts. Die Herren von Lochow gehören zum Uradel im Havelland. Der namensgebende Ort Lochow mit dem bereits 1375 als wüst genannten Stammhaus, ist heute ein Ortsteil der Gemeinde Stechow-Ferchesar bei Rathenow. Zweige der Familie bestehen bis heute.
Das brandenburgische Geschlecht von Lochow ist nicht zu verwechseln mit dem sächsischen von der Lochau, welches ein anderes Wappen führt.

## Geschichte

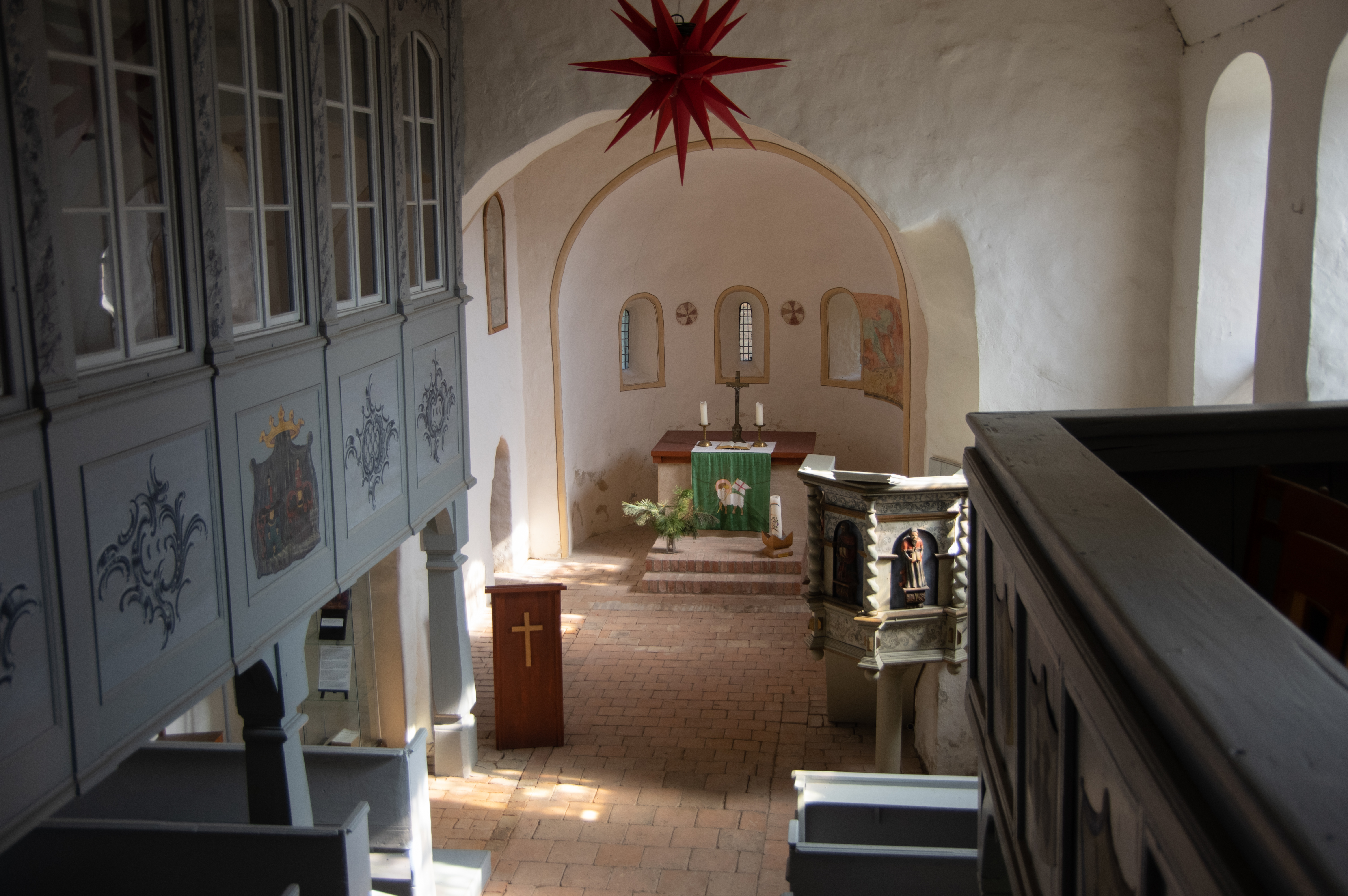
Dorfkirche Lübnitz, links die Lochowsche Patronatsloge

Das Geschlecht erscheint urkundlich erstmals im Jahre 1241 mit Christianus de Lochowe. Die gesicherte Stammreihe beginnt um 1400.
Ludwig von Lochow war 1616 Domdechant zu Magdeburg und Dompropst zu Brandenburg. Sein Vetter Cuno von Lochow († 1623) war 1617 Domherr von Magdeburg und Dompropst zu Havelberg. Später traten Mitglieder der Familie vor allem in brandenburg-preußische Dienste und stellten Offiziere in der preußischen Armee.
Der Grundbesitz konnte schon früh in der Mark Brandenburg erweitert werden. Lehensverhältnisse bestanden aber auch zu den angrenzenden Territorialherren. Bereits 1375 waren die Herrschaften Gröningen, Liepe und Zachow im westlichen Havelland in Familienbesitz. Im Erzbistum Magdeburg konnte 1458 Bergzow, 1480 Kützkow und später auch Derben, Seedorf und Ferchland erworben werden. Zu den Besitzungen gehörte von 1482 bis 1694 auch das vom Bischof von Brandenburg zu Lehen erhaltene Gut Nennhausen. In dem dortigen See soll nach einer alten Sage das Schloss derer von Lochow samt einer Hochzeitsgesellschaft versunken sein und im Spätherbst dort im Nebel erscheinen. 1618 wurde Cuno von Lochow, der Domherr in Magdeburg und Dompropst in Havelberg, mit der Herrschaft Rheinsberg belehnt. Nach dem Aussterben der dortigen Linie fiel sie an den Großen Kurfürsten.
Von 1601 bis 1945 wurde mit Lübnitz eine weitere Begüterung, im Hohen Fläming gelegen, erworben, welche bis 1945 im Eigentum der Familie verblieb. Letzte Besitzer waren Kunz von Lochow, seine Witwe Editha von Lochow-Lübnitz, geborene von Brösigke-Kammer, respektive deren Kinder als Mitinhaber. Lübnitz war aufgeteilt in Rittergut I. und II., betitelt in den amtlichen Quellen der Güteradressbücher in Ober- und Unterhof.
Das Gut Petkus mit Kaltenhausen kam durch eine Erbschaft aus der Familie von Thümen 1816 in den Besitz derer von Lochow. Ferdinand von Lochow (1849–1924), der „Roggenkönig“, war es, der durch seine Zuchterfolge (Petkuser Saatroggen) den Namen Petkus europaweit bekannt machte. Zu Petkus gehörten einige Jahre auch die Güter Zieckau bei Luckau (Niederlausitz) und kurzzeitig das benachbarte Heinsdorf. Im Jahr 1945 wurde der gesamte Besitz durch die Bodenreform in der Sowjetischen Besatzungszone entschädigungslos enteignet, auch das 1921 erworbene Gut Gülzow in Mecklenburg, und die Familie vertrieben. Ferdinand von Lochow sen. und jun. pachteten nach der Deutschen Wiedervereinigung ab 1990 Gutsland zunächst und erwarben es dann sukzessive zurück. In einem 1936 erbauten Verwaltungsgebäude des früheren Saatzuchtunternehmens wurde das „Skaterhotel“ Gutshaus Petkus eingerichtet, das Besuchern der 220 km langen Skaterstrecke Flaeming-Skate als Unterkunft zur Verfügung steht. Zuletzt wurde das um 1850 erbaute Herrenhaus wieder in Besitz genommen, das seines hohen Walmdaches entledigt war. Es wurde in den ursprünglichen Zustand zurückgebaut und wird seitdem als Familienwohnsitz genutzt.

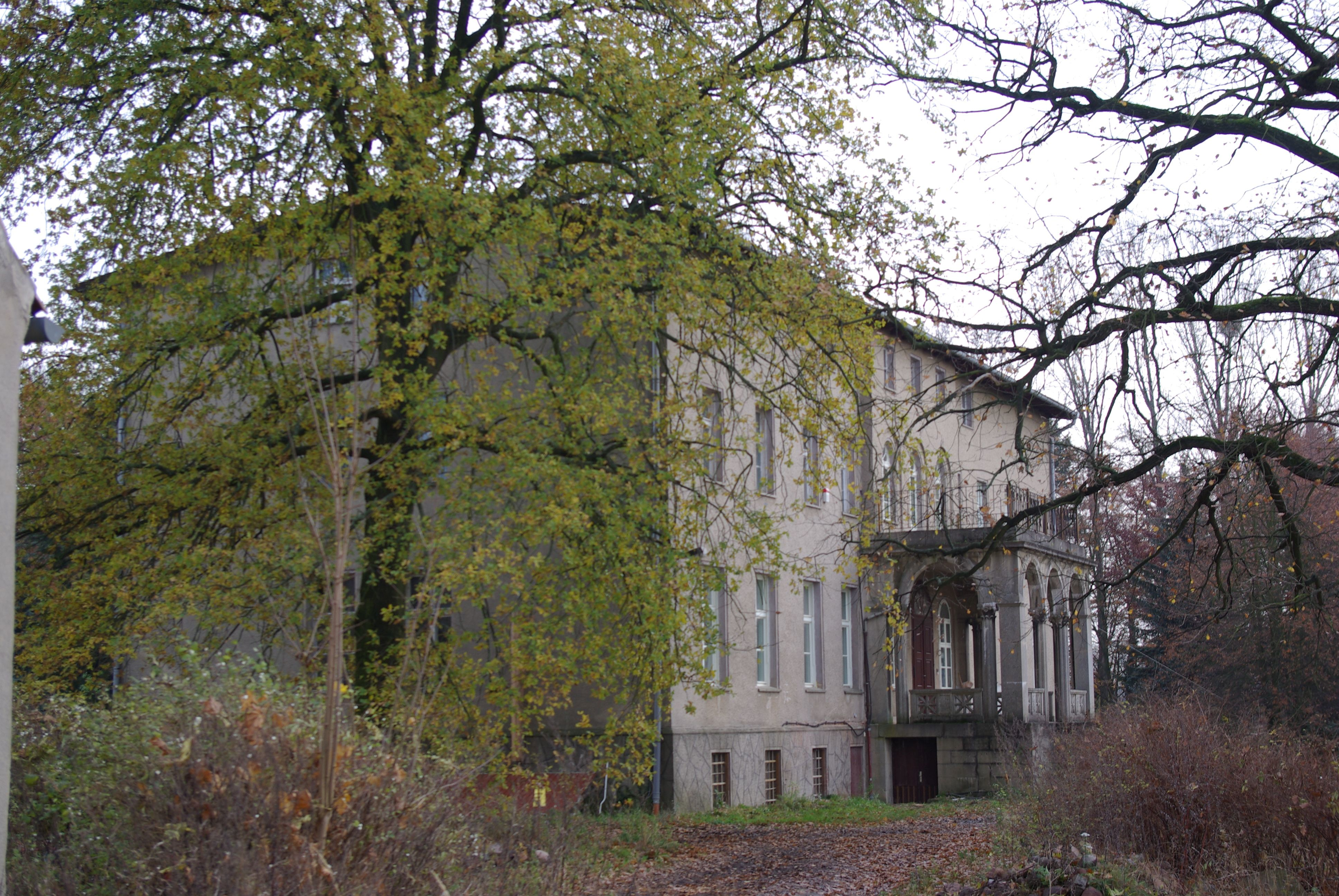
Gutshaus Petkus (vor der Sanierung)
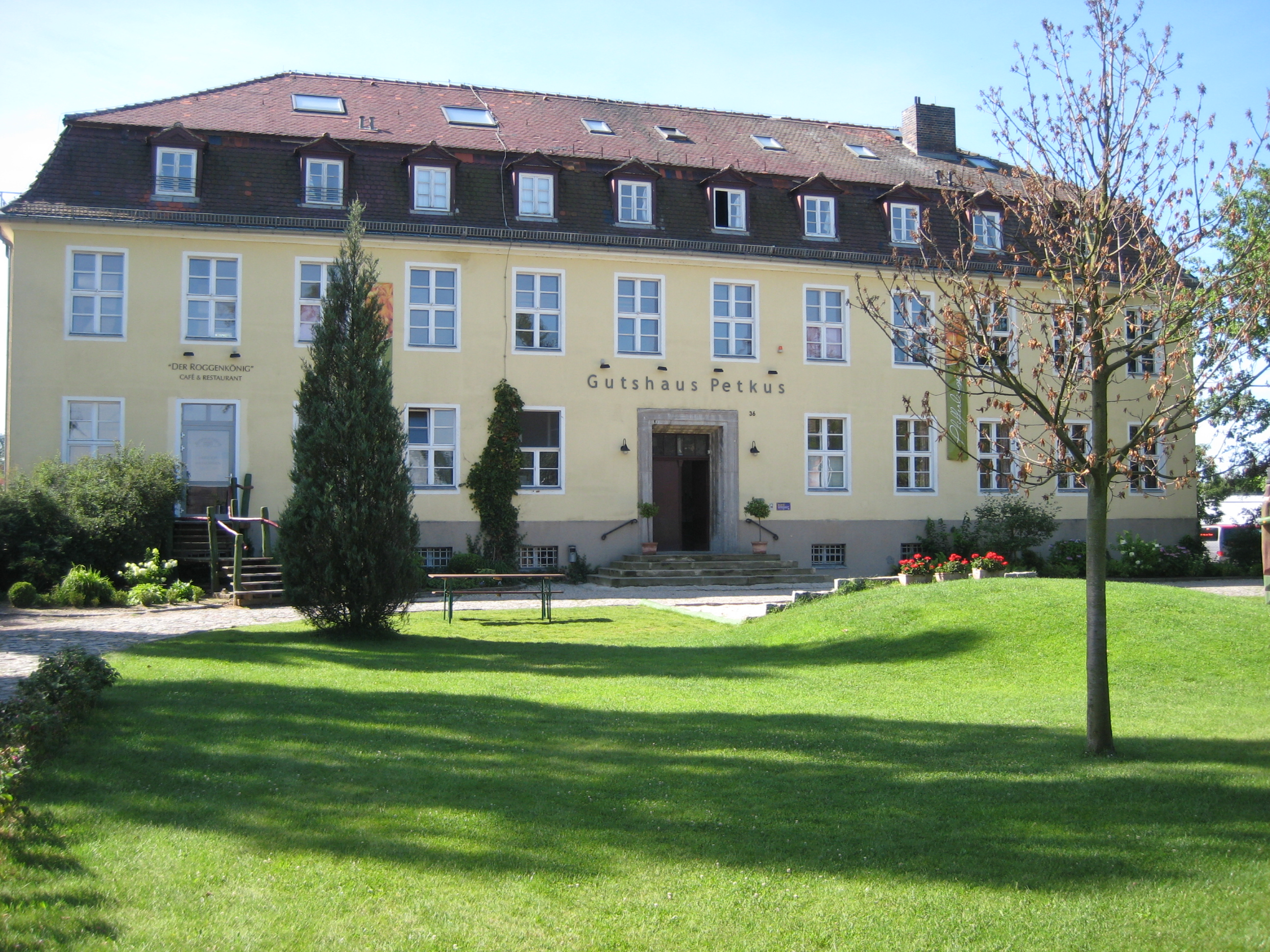
„Skaterhotel“ in Petkus
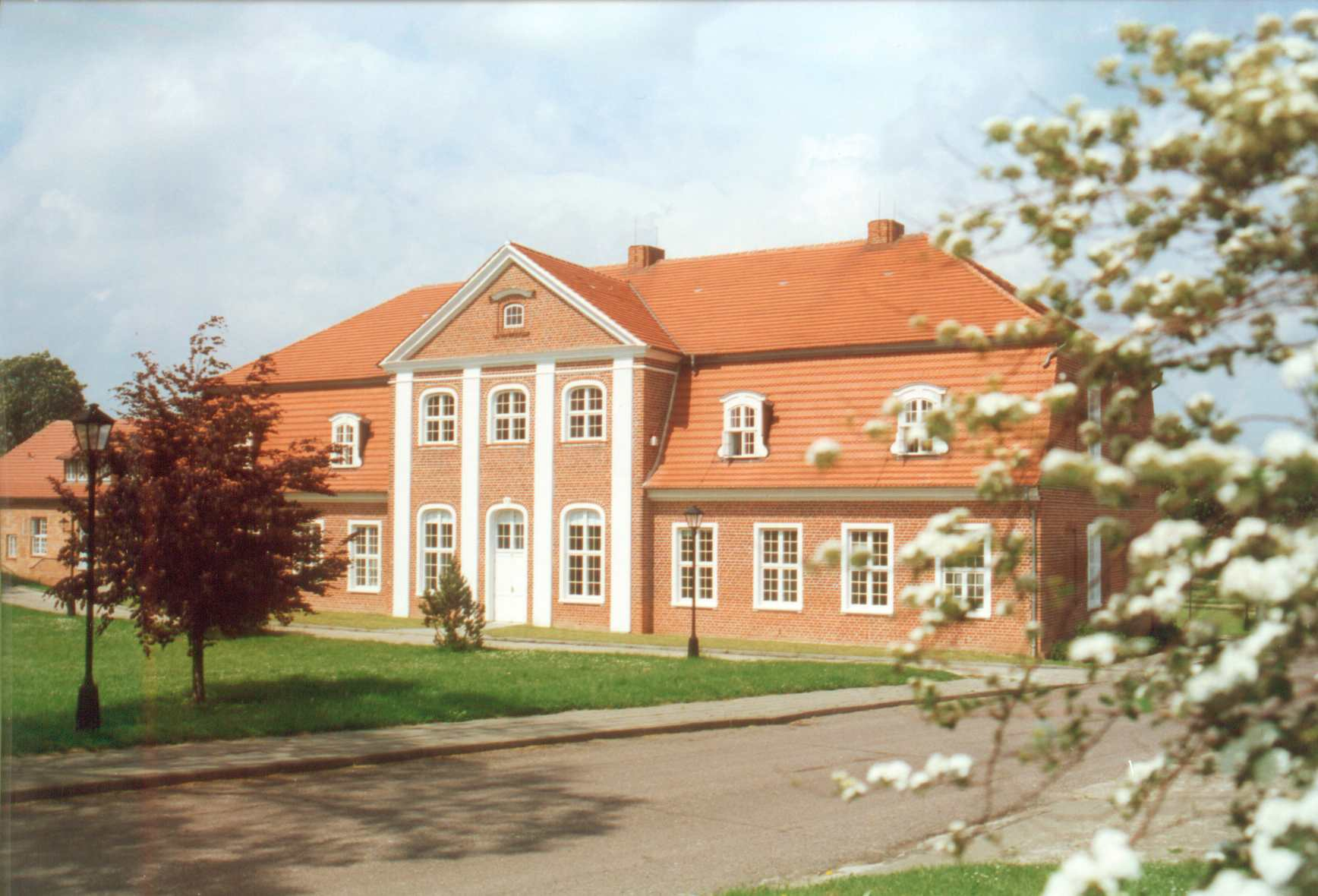
Gut Gülzow, Mecklenburg (1921–1945 im Besitz der Familie)

## Wappen

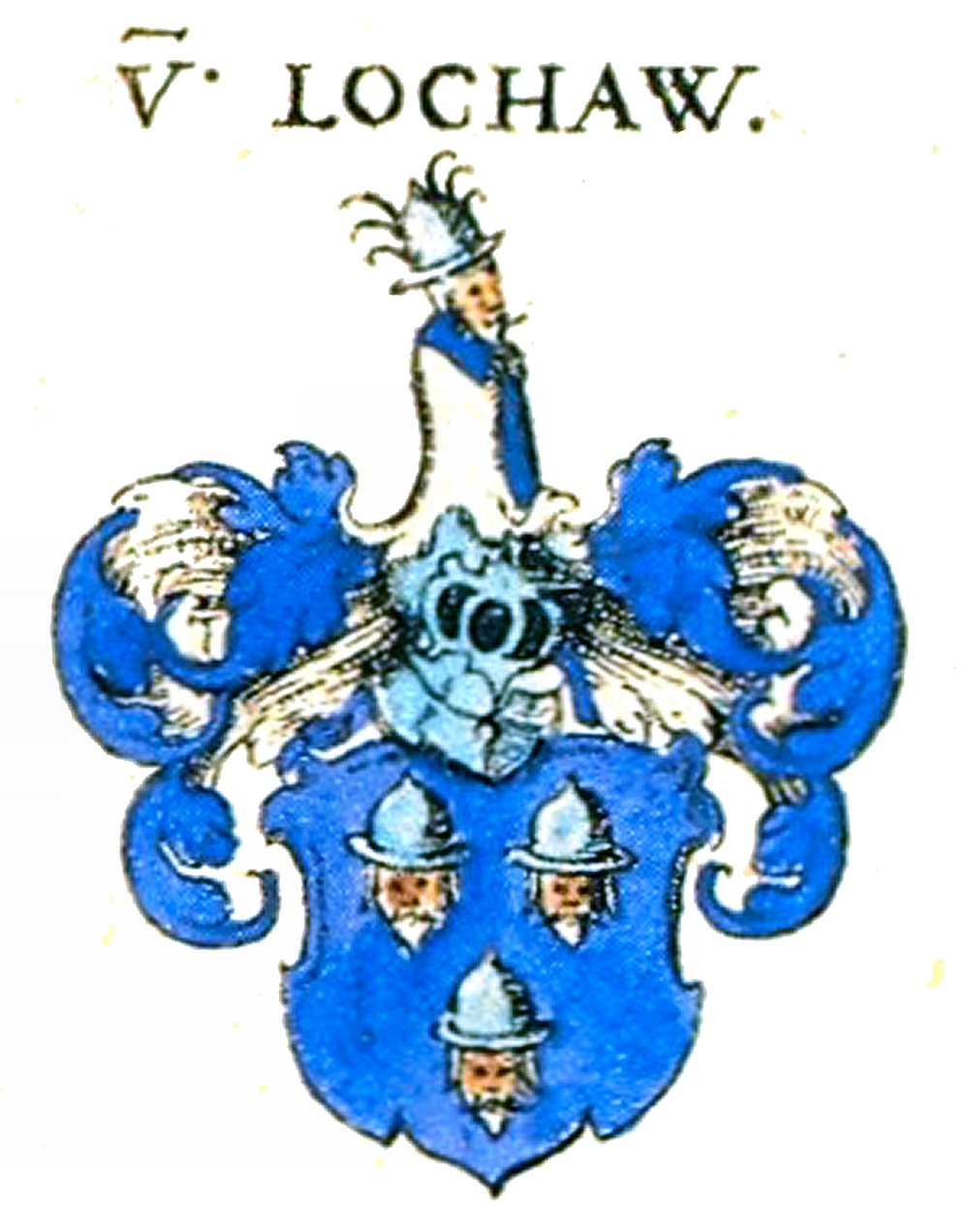
Wappen derer von Lochow in Johann Siebmachers Wappenbuch (1605)

Das Stammwappen zeigt in Blau drei (2:1) bärtige Mannsköpfe mit silbernen Eisenhüten (Tatarenhut). Auf dem Helm ein Mannesrumpf mit blau-silbern gespaltener Kleidung und silber-blauem Kragen. Der Eisenhut auf dem bärtigen Haupt ist auf beiden Seiten mit je drei schwarzen Hahnenfedern besteckt. Die Helmdecken sind blau-silbern.

## Bekannte Familienmitglieder
- Ferdinand Karl Friedrich von Lochow (1818–1892), auf Räckendorf
  - Hans von Lochow (1861–1935), kgl. preuß. Rittmeister
- Ferdinand von Lochow-Lübnitz (1819–1865), auf Petkus, und Agnes von Schlieben-Rackith (1827–1915)
  - Ferdinand von Lochow (1849–1924), Gutsbesitzer und Züchter einer neuen Roggensorte
    - Ferdinand von Lochow IV. (1884–1931), Agrarwissenschaftler

  - Erich von Lochow (1853–1922), preußischer Generalleutnant
  - Ewald von Lochow (1855–1942), preußischer General der Infanterie und Kommandierender General des III. Armee-Korps im Ersten Weltkrieg
  - Werner von Lochow (1861–1908), Landwirt, zeitweise auf Schenkendorf (Niederlausitz), und Anna von Köppen (1870–1936), Tochter des Generalleutnants Gustav von Köppen
- Karl von Lochow (1823–1892), auf Lübnitz, und Elise von Blücher (1830–1898)
  - Kunz von Lochow (1864–1922), auf Lübnitz
    - Kunz jun.[8] von Lochow (1906–1988), mit seinen Geschwistern auf Lübnitz

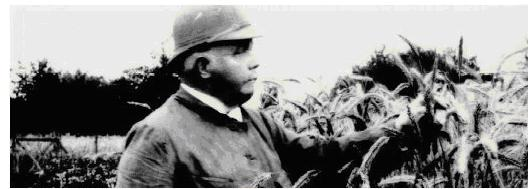
Ferdinand von Lochow-Petkus (1849–1924)
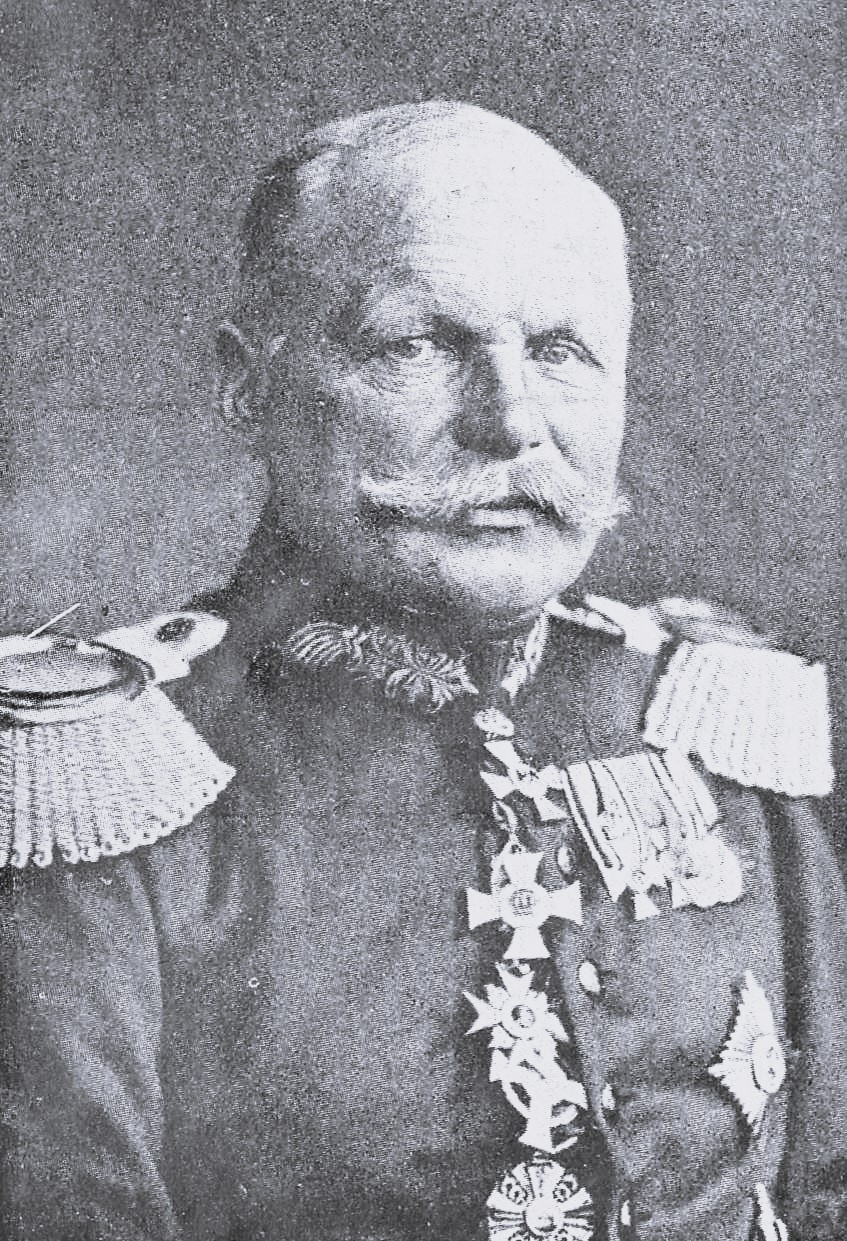
General Ewald von Lochow (1855–1942)